# Alina Witkowska
Alina Edwarda Witkowska (ur. 13 października 1928, zm. 21 kwietnia 2011) – historyk literatury, znawczyni literatury pierwszej połowy XIX wieku.

## Życiorys
Od 1948 roku należała do Związku Młodzieży Polskiej, a od 1952 roku do PZPR.
Stopień doktora nauk humanistycznych uzyskała w 1963, tytuł profesorski w 1979. Była pracownikiem Instytutu Badań Literackich PAN, w tym m.in. jego dyrektorem (p.o. 1983–1984 i dyrektor 1988–1992), kierownikiem Pracowni Literatury Romantyzmu (1992–2007). Od 1994 była członkiem Polskiej Akademii Umiejętności, od 1998 członkiem korespondentem Polskiej Akademii Nauk, a także Stowarzyszenia Pisarzy Polskich i Polskiego Pen-Clubu. Autorka wielu monografii oraz prac edytorskich w serii Biblioteka Narodowa.

## Twórczość
- Rówieśnicy Mickiewicza. Życiorys jednego pokolenia. (1962)
- Kazimierz Brodziński (1968)
- Sławianie, my lubim sielanki… (1972)
- Mickiewicz. Słowo i czyn (1975)
- Literatura romantyzmu (1986)
- Towiańczycy (1989)
- Romantyzm (1996) – z Ryszardem Przybylskim
- Cześć i skandale. O emigracyjnym doświadczeniu Polaków (1997) – nominacja do Nagrody Literackiej Nike 1998[2]
- Celina i Adam Mickiewiczowie (1998)

## Odznaczenia
- Krzyż Komandorski Orderu Odrodzenia Polski (2005)[3]

## Nagrody
- Laureatka Nagrody Kościelskich (1969)
- Laureatka Nagrody „Miesięcznika Literackiego” (1986) za książkę "Literatura romantyzmu" (Państwowe Wydawnictwo Naukowe)[4]